# Portail Bas
Le Portail Bas est une porte fortifiée de ville située sur la commune d'Anglès dans le département du Tarn et la région Occitanie.

## Description
Construit au XVIIe siècle, le Portail Bas est le seul élément subsistant de l'ancienne enceinte fortifiée de la ville.
Il est inscrite au titre de Monument Historique depuis le 19 octobre 1927.